# Berndiel
Berndiel ist ein Gemeindeteil der Kreisstadt Miltenberg im unterfränkischen Landkreis Miltenberg in Bayern.

## Geographie
Der Weiler liegt in der Gemarkung Schippach auf einem Plateau zwischen den tief eingegrabenen Tälern von Schippach im Westen und Erf im Osten auf Höhen um 375 m ü. NHN. In den Weiler führt, von Schippach im Südwesten kommend, die Kreisstraße MIL 19, eine Stichstraße. Nördlich beidseits der Erf steht der namengebende Hauptort der Gemeinde Eichenbühl, südöstlich deren Pfarrdorf Heppdiel ebenfalls auf der Hochebene.

## Geschichte
Berndiel war bis zur Gebietsreform in Bayern ein Gemeindeteil der Gemeinde Schippach. Diese wurde im Jahr 1976 vollständig nach Miltenberg eingegliedert. Bei der Volkszählung 1970 hatte der Ort 27 Einwohner, 1987 hatte der Weiler vier Wohngebäude mit sechs Wohnungen und 26 Einwohnern.